# Cucal-verde
O cucal-verde (Ceuthmochares australis), também conhecido como malcoa-verde, é uma espécie de ave da família Cuculidae. Anteriormente, era coespecífico com o cucal-azul (Ceuthmochares aereus) até serem separados em 2016. Tem uma distribuição generalizada ao longo da costa da África Oriental, do Quênia à África do Sul. Varia de floresta densa a floresta ribeirinha e bordas de floresta. Normalmente vive no subdossel entre 8 e 30 m.

## Descrição
O cucal-verde tem uma barriga, cabeça e garganta acinzentadas, um bico amarelo. Diferencia-se do cucal-azul por possuir costas, asas e rabo verdes.
Se alimenta principalmente de insetos, principalmente lagartas, besouros, gafanhotos e grilos; também come rãs, lesmas, frutas, sementes e folhas. Se move através da vegetação emaranhada com uma série de pequenos saltos, arrebatando a presa enquanto pula. Acompanha outros pássaros e esquilos, apanhando os insetos que foram deixados para trás ou espantados pelos mesmos.
Ao contrário de alguns outros cucos, o cucal-verde não é um parasita de ninhada, e seus próprios filhotes. Dois ovos brancos são colocados em um ninho feito de gravetos suspensos a cerca de 2 a 5 m acima do solo. Ambos os pais cuidam dos filhotes.
É uma espécie incomum e raramente observada devido ao seu comportamento discreto. No entanto, não é considerado ameaçado e é listado como pouco preocupante pela IUCN.